# Arnovo selo
Arnovo selo je naselje u Općini Brežice u istočnoj Sloveniji. Arnovo selo se nalazi u pokrajini Štajerskoj i statističkoj regiji Donjoposavskoj. 

## Stanovništvo
Prema popisu stanovništva iz 2002. godine Arnovo selo je imalo 307 stanovnika.

### Etnički sastav
1991. godina:
- Slovenci: 301 (98,3%)
- Hrvati: 2
- Albanci 1
- Makedonci 1
- ostali: 1

## Vanjske poveznice
- Satelitska snimka naselja  Arhivirana inačica izvorne stranice od 29. srpnja 2017. (Wayback Machine)